# Pokolj na otoku Jakljanu
Pokolj na Jakljanu počinili su partizani uz pomoć mjesnih suradnika nakon kraja Drugog svjetskog rata na nenaseljenom elafitskom otoku Jakljanu. Nakon ekshumacije u veljači 2013. godine, na temelju materijalnih dokaza te iskaza svjedoka, utvrđeno je da se radi o 214 hrvatskih i njemačkih zarobljenika.

## Tijek događaja
Nakon kapitulacija fašističke Italije njemačke postrojbe u Istri se pregrupiraju i postupno povlače. Dio njemačkih vojnika pokušao je doći do savezničkih postrojba u Trstu, a dio pripadnika 237. pješačke divizije pod zapovjedništvom kontraadmirala Georga Wauea povlači se u Pulu u vojnu utvrdu Muzil. Nakon neuspjelih pregovora o predaji i kapitulacije Trećeg Reicha kontraadmiral Waue 7. svibnja bezuvjetno se predaje postrojbama Jugoslavenske armije. Dio vojnika i časnika strijeljan je odmah, dio je završio u istarskim rudnicima, a nekoliko stotina ih je 18. svibnja upućeno iz sabirnog logora u Valturi prema Dalmaciji. Nakon osmodnevne plovidbe do Splita zarobljenici su ukrcani na tri jedrenjaka i jedan brod bez jedara. Pri vrhu Korčule brod bez jedara se odvojio od skupine nakon čega je primjećen tek nakon nekoliko dana bez putnika s hrpama njemačkih vojnih odora na palubi. Sredinom lipnja od zarobljenika koji su pristigli u grušku luku i tamo radili izdvojeno je oko 200 ljudi koje je isti brod odveo. Zarobljenici su odvedeni na otok Jakljan gdje su smješteni u ruševine zavjetne crkve obitelji Gundulića i dalje odvođeni na mjesto smaknuća.

## Ekshumacija
Ekshumacija je izvršena od 18. do 28. veljače 2013. godine na području dugačkom 50 i širokom 40 metara, pri čemu je izvađeno preko 1200 m3 pijeska i zemlje kojima je bilo zatrpano ukupno 214 žrtava pokolja. Uz kosture žrtava nisu pronađeni ostatci obuće ni odjeće. Ruke su im bile svezane žicom, a mnoge lubanje na zatiljku su imale rupe koje ukazuju na način smaknuća. Na osnovi stanja zuba na kosturima istražitelji su zaključili kako je većina žrtava bila mlađe životne dobi. Uz nabrojeno pronađene su i osobne pločice s imenima dvojice vojnika i službenom oznakom vojne postrojbe kojoj su pripadali te nekoliko prstenova s urezanim imenima koji su izuzeti radi daljnjeg utvrđivanja točnog identiteta žrtava.

## Pogreb i komemoracija
Ostatci žrtava pokolja pokopani su 1. ožujka 2013. na Domobranskom broblju u Gospinom polju. Dne 24. svibnja 2014. komemoraciju na mjestu otkrivanja spomen obilježja i misu zadušnicu predvodio je dubrovački biskup msgr. Mate Uzinić u crkvi sv. Stjepana na Šipanu.